# Łotewska wojna o niepodległość
Łotewska wojna o niepodległość (łot. Latvijas brīvības cīņas) – seria konfliktów militarnych, mających na celu utworzenie niepodległego państwa łotewskiego, mająca miejsce w latach 1918–1920 między siłami łotewskimi a radzieckimi, niemieckimi i rosyjskimi, przy wsparciu sił estońskich, brytyjskich i polskich.
Wojna dzieliła się na kilka etapów, w trakcie których zmieniały się jej strony. Pierwszym była ofensywa Rosji Radzieckiej w styczniu 1919 roku, a następnie jej odparcie z pomocą sił niemieckich. Po niemieckim zamachu stanu, kolejnym etapem było wyzwolenie od sił niemieckich z pomocą estońską w czerwcu 1919 roku. Następnie siły łotewskie walczyły z niemiecko-rosyjską ofensywą gen. Bermondta w październiku/listopadzie tego roku. Działania wojenne zakończyło wyzwolenie Łatgalii od bolszewików przez siły polskie i łotewskie w styczniu 1920 roku.

## Przebieg konfliktu

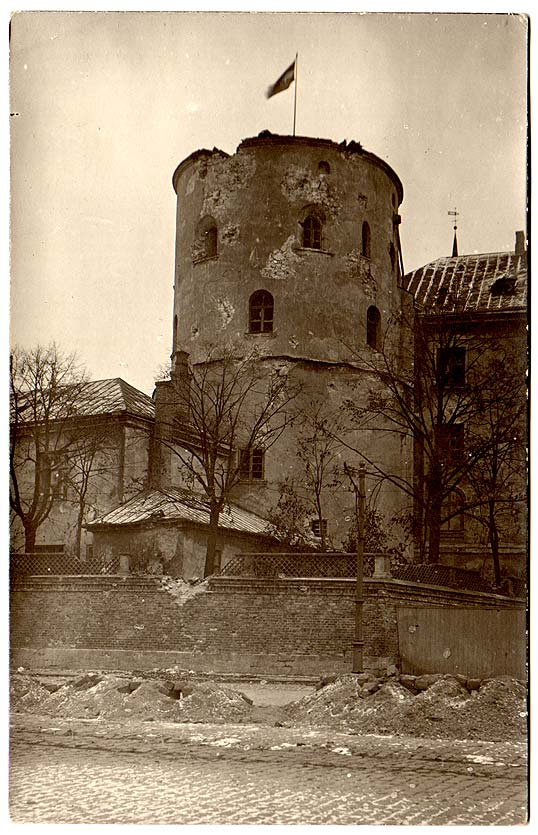
Zamek w Rydze w czasie łotewskiej wojny o niepodległość

W wyniku I wojny światowej od 1915 roku Kurlandia i Semigalia, a od początku 1918 roku całość terytorium Łotwy znalazły się pod okupacją niemiecką. Po klęsce Cesarstwa Niemieckiego w I wojnie światowej i podpisaniu przez nie rozejmu, Republika Łotewska proklamowała niepodległość 18 listopada 1918 roku w Rydze. Premierem nowego państwa został Kārlis Ulmanis. W odpowiedzi miejscowi komuniści wszczęli zamieszki i proklamowali Łotewską Socjalistyczną Republikę Radziecką, której na pomoc ruszyła Rosja Radziecka. Na początku stycznia 1919 rosyjska Armia Czerwona w ramach zachodniej ofensywy wkroczyła na terytorium Łotwy i zdobyła Rygę, w której ustanowiono władzę rad narodowych. Większość terytorium Łotwy została do lutego zajęta, a rząd Ulmanisa schronił się w Lipawie na jej zachodnim krańcu.
Główny ciężar walk z bolszewikami przejęła Bałtycka Landeswehra (obrona krajowa), sformowana na terytorium Łotwy z dominującym udziałem miejscowych Niemców i pomocą pozostających tam nadal wojsk niemieckich Ober-Ostu oraz udziałem białych sił rosyjskich. Wiosną 1919 roku składała się z pięciu batalionów, w tym trzech niemieckich, jednego rosyjskiego i jednego łotewskiego. Rząd łotewski wkrótce utracił nad nią kontrolę na rzecz niemieckiego dowództwa gen. von der Goltza. W kwietniu 1919 r. jednostki niemieckie wyparły Armię Czerwoną z Kurlandii.
16 kwietnia 1919 roku von der Goltz przeprowadził za jej pomocą zamach stanu, obalając Ulmanisa i tworząc rząd mniejszości niemieckiej na Łotwie. Należy zaznaczyć, że jeszcze pod koniec I wojny światowej Niemcy, stanowiący ok. 10% ludności, lecz obejmujący najbogatszą warstwę posiadaczy ziemskich, chcieli stworzyć na Łotwie niemieckie państwo lub wręcz przyłączyć ją do Niemiec, czego efektem było krótko istniejące Zjednoczone Księstwo Bałtyckie, obejmujące też ziemie Estonii. W końcu maja 1919 r. jednostki niemieckie za zgodą Ententy odbiły Rygę z rąk Łotewskiej SRR.
W następstwie zamachu stanu, Północna Brygada Łotewska skoncentrowała się w sąsiedniej Estonii, również toczącej wojnę z bolszewikami, mając na celu wyzwolenie Łotwy. Siły łotewskie brały też udział w ofensywie estońskiej przeciw bolszewikom, która doprowadziła do zdobycia Pskowa w maju. W czerwcu 1919 roku von der Goltz zaatakował wobec tego Estonię, lecz oddziały niemieckie zostały odparte przez armię estońską pod Cēsis.
Przy wsparciu brytyjsko-francuskich okrętów, oddziały łotewskie i estońskie przejęły następnie 6 lipca 1919 roku kontrolę nad Rygą, a Bałtycka Landeswehra została rozwiązana.
Zagrożenie bolszewickie zostało tymczasowo odsunięte, lecz ponowną próbę przejęcia władzy na Łotwie podjęli Niemcy z pomocą rosyjskiej białej Zachodniej Armii Ochotniczej Pawła Bermondta-Awałowa, zasilonej ok. 50 tysiącami niemieckich żołnierzy. Armia ta miała być użyta na froncie antybolszewickim w ramach ofensywy na Piotrogród, lecz jej dowódca zaczął zamiast tego działać w interesie niemieckim. 7 października armia ta uderzyła na Rygę i następnego dnia powołała rząd z miejscowych Niemców. Ponownie siły łotewskie, przy wsparciu okrętów brytyjsko-francuskich i estońskich pociągów pancernych zdołały 16 października zmusić siły rosyjsko-niemieckie do wycofania się i ewakuacji do Prus Wschodnich.
Próby zajęcia Łotwy podjęła więc po raz kolejny Rosja Radziecka. W tej sytuacji delegacja łotewska zwróciła się do rządu polskiego o pomoc, podpisując z nim 30 grudnia 1919 roku układ o pomocy wojskowej, rozszerzony 16 stycznia 1920 roku. W interesie Polski było powstanie niepodległej Łotwy, niezwiązanej z Niemcami ani Rosją radziecką. Porozumienia te były podstawą do wspólnych polsko-łotewskich działań militarnych przeciwko bolszewikom w ramach tzw. operacji „Zima”, rozpoczętej 3 stycznia 1920 roku. Wojska polsko-łotewskie w liczbie 20 000 żołnierzy (z czego 12 000 polskich), dowodzone przez gen. Edwarda Śmigłego-Rydza, prowadziły walki podczas 30-stopniowych mrozów. W walkach wzięła udział m.in. polska 3 Dywizja Piechoty Legionów, wsparta 25 czołgami Renault FT. Sprzymierzone wojska w ciągu stycznia opanowały cały teren Łatgalii (Inflant Polskich), wygrywając bitwę pod Dyneburgiem we wschodniej Łotwie i zmuszając Rosję Radziecką do zawieszenia broni. Zajęta została ostatecznie baza terytorialna Łotewskiej Socjalistycznej Republiki Radzieckiej, która uległa likwidacji wiosną 1920 roku. W traktacie pokojowym, podpisanym w Rydze 11 sierpnia 1920 roku, Rosja Radziecka uznała niepodległość Łotwy.

Marzec 1919: po radzieckiej ofensywie większość Łotwy jest pod kontrolą radziecką (różowy), siły łotewskie pozostają wokół Lipawy (pomarańczowy)
Kwiecień 1919: niemiecko-łotewskie siły (pomarańczowy) odzyskują Kurlandię
Czerwiec 1919: siły estońsko-łotewskie (fioletowy) zajmują północną część kraju i zwyciężają Niemców pod Cēsis
Listopad: Łotewska armia (żółty) wypiera niemiecko-rosyjską armię Bermondta. Od południa podchodzi Wojsko Polskie (niebieski)

W 1940, w czasie II wojny światowej, po zajęciu Łotwy przez wojska radzieckie, kraj ten został jedną z republik radzieckich.